# Битва за Гюртгенвальд

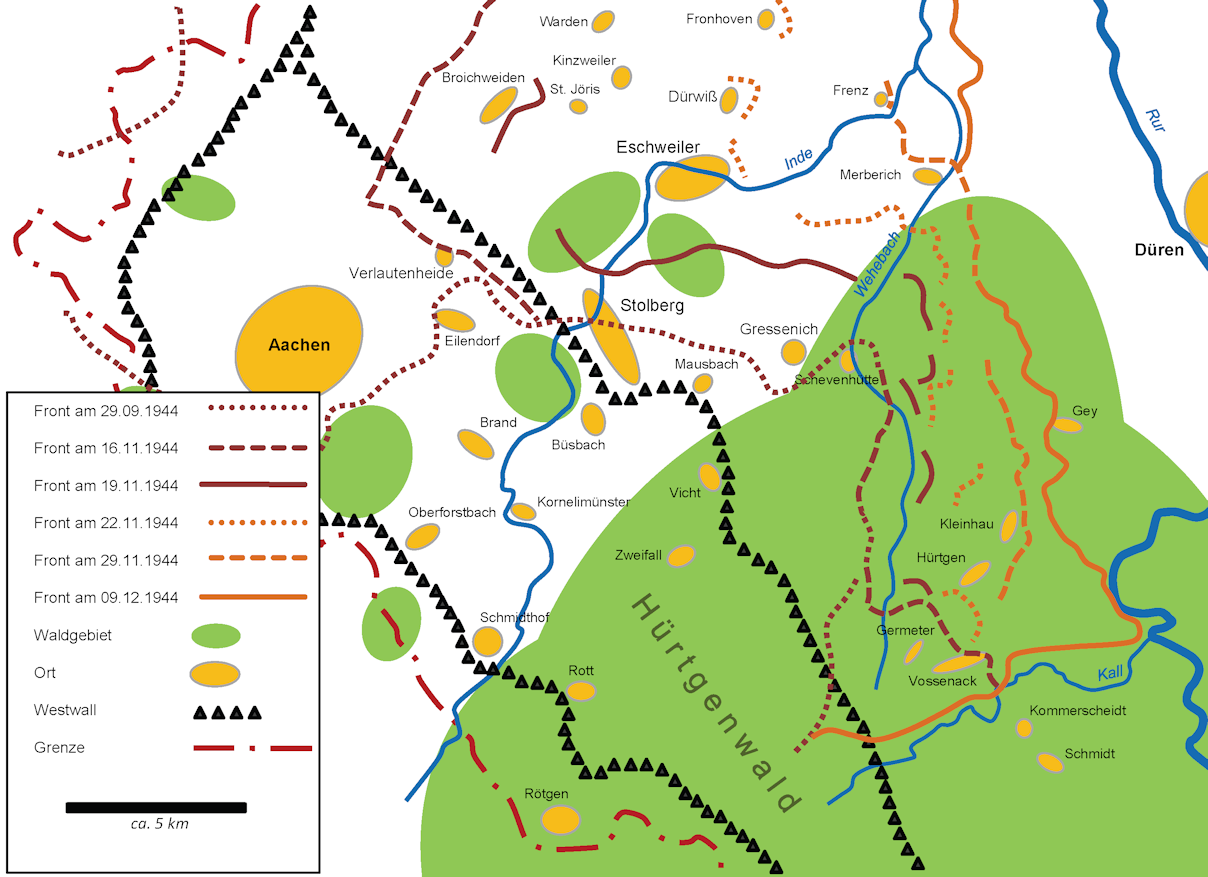
Карта боїв у лісі Гюртген

Битва за Гюртгенвальд (нім. Schlacht im Hürtgenwald) або Битва в Гюртгенвальдському лісі (англ. Battle of Hürtgen Forest) — серія запеклих боїв між американськими та німецькими військами в лісі Гюртген, що стали найтривалішою битвою на німецькій землі під час Другої світової війни і найдовшою з усіх битв, в якій коли-небудь брала участь армія США. Основної напруги битва набула в період з 19 вересня по грудень 1944 року, але бойові дії в цьому районі в цілому велися з 14 вересня 1944 року по приблизно 10 лютого 1945 року, на площі у майже 130 км², на схід від німецько-бельгійського кордону.
Початковою метою наступу американського командування було скувати німецькі війська в районі Гюртгенвальдського лісу, щоб запобігти зміцненню лінії фронту північніше в районі, де тривала битва за Аахен, в якій союзники зав'язли в окопній війні в насиченій мережі укріплених міст і сіл, що були щільно пов'язані із суцільною системою польових укріплень, протитанкових ровів та мінних полів. Другою метою було обійти фронт з флангу. На другому етапі союзники планували просунутися до річки Рур у рамках операції «Квін» та захопити плацдарми.
Генерал-фельдмаршал Вальтер Модель мав намір зірвати наступ союзників та активними контрдіями загнати їх у глухий кут. Німецькі війська, постійно атакуючи та контратакуючи, сповільняли просування союзників, завдаючи ним важких втрат, у повній мірі спираючись на мережу фортифікаційних укріплень, відомої союзникам, як лінія Зігфрида.
Талановито побудована Моделем система оборони призвела до значних втрат серед американських військ: армія США в битві в Гюртгенвальдському лісі зазнала бойовими та небойовими втратами принаймні 33 000 осіб вбитими та пораненими; німецькі втрати склали від 12 000 до 16 000 військових. 22 жовтня 1944 Аахен врешті-решт впав, але знову ціною високих втрат для 9-ї американської армії. Подальшому просуванню 9-ї армії до річки Рур пощастило не більше, союзним військам не вдалося форсувати річку з ходу або вирвати контроль над річними греблями у німців. Битва за Гюртгенвальд далася союзникам настільки дорогою ціною, що вони визначали її як «Поразка першого ступеня», віддаючи належне таланту Моделя.